# Demografia de Bogotà
Bogotá, capital de Colòmbia, és actualment la ciutat més poblada del país amb 6.778.691 habitants d'acord amb els resultats del cens nacional de 2005, seguida per Medellín amb 2.223.078 habitants, Cali amb 2'068.386 habitants i Barranquilla amb 1.112.837 habitants.

## Població

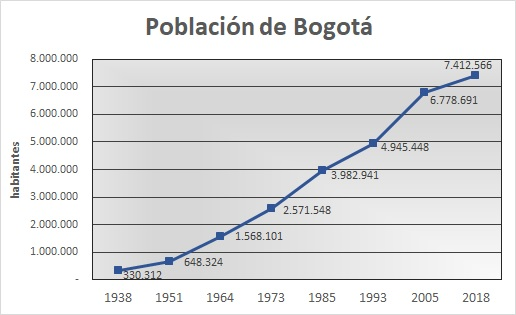
Creixement històric de la població de Bogotà

La ciutat compta actualment amb una població en la seva àrea urbana total de 7'881.156 habitants, 6'778.691 habitants a la ciutat i una densitat poblacional d'aproximadament. 3.912 habitants per quilòmetre quadrat d'acord amb les xifres presentades pel Departament Administratiu Nacional d'Estadística (DANE) del cens 2005; tan sols 15.369 habitants s'ubiquen en la zona rural del Districte Capital. El 47,5% de la població són homes i el 52,5% dones. La ciutat compta amb la taxa d'analfabetisme més baixa del país, ja que només assoleix el 4,6% en la població major de 5 anys.
Històricament la població de la ciutat no va experimentar un creixement significatiu fins i tot entrat el segle xx, quan tenia 100.000 habitants. Però les dècades de  1940,  1960 i  1970 van observar els increments més significatius en la població que van ser desproporcionats davant els recursos disponibles a la ciutat, els quals es van manifestar principalment en la cobertura del transport, els serveis públics i l'oferta d'ocupació.

## Serveis públics
Els serveis públics tenen una alta cobertura, ja que un 99,4% dels habitatges compta amb servei d'energia elèctrica, mentre que un 98,6% té servei d'aqüeducte, un 97,9% clavegueram, un 87,9% de comunicació telefònica i un 79,8% gas natural. No obstant això, un 12,8% de la població té una necessitat bàsica insatisfeta (pobresa) i el 3,8% més d'una necessitat bàsica (misèria).

## Urbanització
A Bogotà, igual com en tota la resta del país, el procés d'urbanització accelerat no es deu exclusivament a la industrialització, ja que existeixen unes complexes raons polítiques i socials com la pobresa i la violència, les quals han motivat la migració del camp a la ciutat al llarg del segle xx, determinant un creixement exponencial de la població a les zones urbanes i l'establiment de cinturons de misèria als seus voltants.

## Delinqüència
Els últims governants de la ciutat han realitzat campanyes dirigides a la ciutadania amb tendència a la reducció dels índexs de delinqüència a Bogotà. D'acord amb el recent informe oficial de la Veeduría Distrital, en els últims 10 anys s'ha passat de 89,4 morts violentes per cada 100.000 habitants el 1996 a 37,9 el 2005, el qual representa una reducció del 57,6%, tenint en compte que en el mateix període la població va augmentar en més d'un 25%. D'aquestes morts violentes, es va registrar que un 62,8% es van produir per homicidis, mentre que el 20,5% van anar causades per accidents de trànsit, a més es revela que un 85,1% de les víctimes van ser homes i un 14,9% dones.

## Etnografia
La ciutat reuneix en forma representativa persones provinents de tot el país. La majoria de la població és mestissa i de descendència Europea, notablement espanyola, però amb significants minories de descendència italiana, francesa, i alemanya. També existeix una minoria important de descendents libanesos i sirians. Una mostra presa el 1998 per Genoveva Keyeux i altres investigadors de l'Institut de Genètica Humana de la Pontifícia Universitat Javeriana, va mostrar que el patró de mestissatge Bogotà és similar al de la majoria de Llatinoamèrica, ascendència materna indígena predominant (78%), pel qual hipotèticament se suposa que l'ascendència europea es va imposar per via paterna.
El 2005 van ser censats al Districte Capital 97.885 afrocolombians i 15.033 indígenes, estre els que cal destacar les comunitats muisques natius de Suba i Bosa.